# Xavier Gipson
Xavier Gipson (Dallas, 8 marzo 2001) è un giocatore di football americano statunitense che milita nel ruolo di wide receiver per i New York Jets della National Football League (NFL).

## Carriera
Al college Gipson giocò a football alla Stephen F. Austin University. Dopo non essere stato scelto nel Draft NFL 2023 il 5 maggio firmò con i New York Jets.
Nella prima partita in carriera, nel Monday Night Football del primo turno contro i Buffalo Bills, ritornò nei tempi supplementari un punt per 65 yard segnando il touchdown della vittoria. Per questa prestazione fu premiato come miglior giocatore degli special team della AFC della settimana e come rookie della settimana.

## Palmarès
- Giocatore degli special team della AFC della settimana: 1

1ª del 2023
- Rookie della settimana: 1

1ª del 2023